# Sony α390

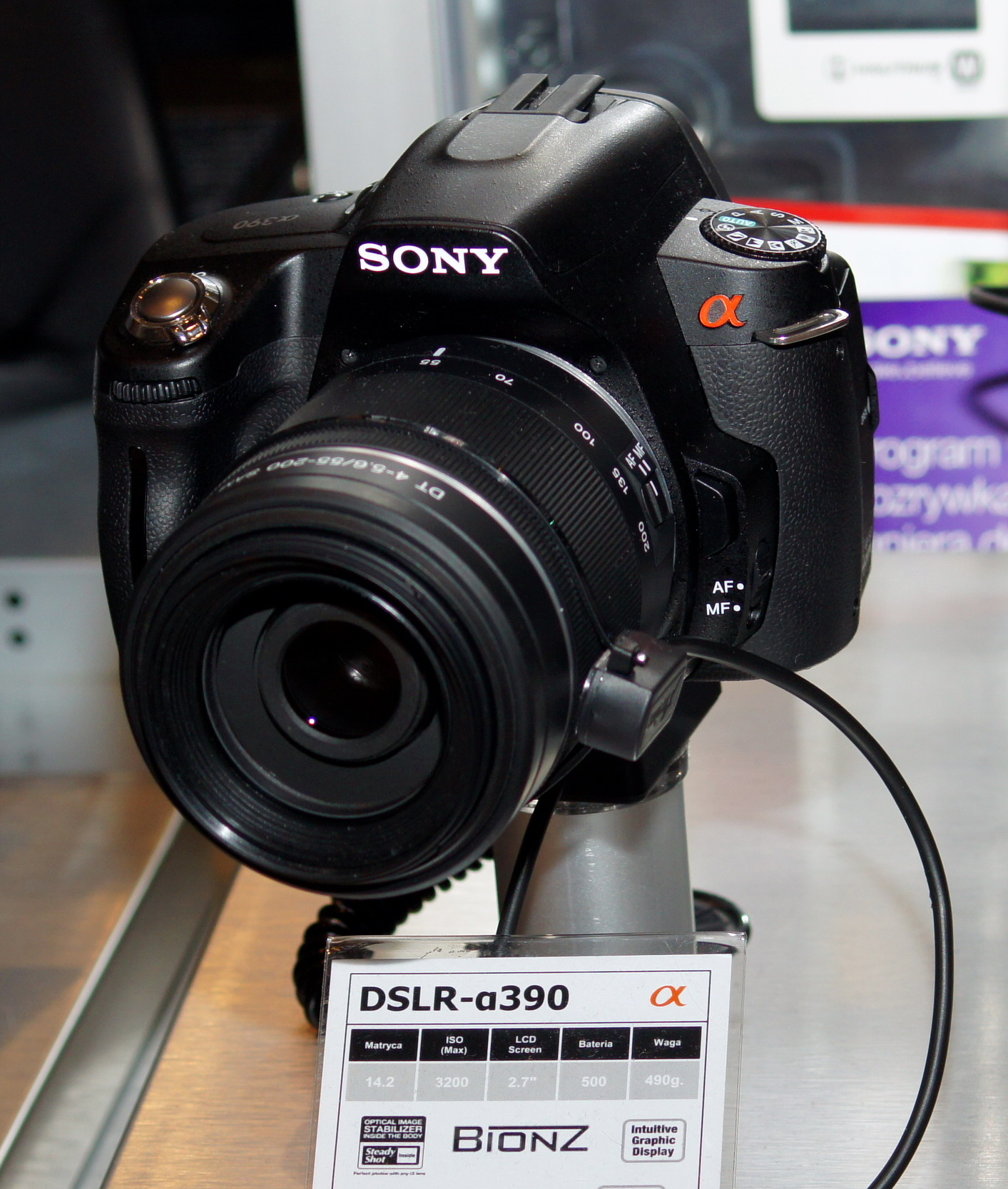
Sony α390

Sony α390 (oznaczenie fabryczne DSLR-A390) – lustrzanka cyfrowa (ang. DSLR, Digital Single Lens Reflex Camera) z serii α3xx (następca modelu α380), przeznaczona dla początkujących użytkowników, wyprodukowana przez firmę Sony i dostępna na rynku od lipca 2010 roku. Wyposażona jest w matrycę CCD o efektywnej rozdzielczości 14.2 megapiksela (APS-C), ekran LCD o przekątnej 2.7 cala i rozdzielczości 230 tys. punktów oraz system stabilizacji obrazu SteadyShot. Aparat współpracuje z obiektywami Sony oraz Konica Minolta. Od modelu α290 różni się przede wszystkim możliwością podglądu na żywo (Live View).

## Podstawowe dane techniczne
- typ: lustrzanka cyfrowa z wbudowaną lampą błyskową i wymiennymi obiektywami,
- matryca: rozdzielczość efektywna 14,2 megapikseli,
- typ przetwornika obrazu: przetwornik CCD,
- czułość ISO: odpowiednik ISO 100 – 3200,
- zakres czasów otwarcia migawki (s): 1/4000 – 30 i B,
- nośniki: Memory Stick PRO Duo/Memory Stick PRO-HG Duo/Memory Stick PRO-HG Duo HX, SD / SDHC,
- monitor: LCD ekran o przekątnej 2,7 cala (6,7 cm),
- podgląd na żywo: tak (Quick AF Live View),
- stabilizacja obrazu: SteadyShot
- waga: 549 g (z akumulatorem i kartą Memory Stick Pro Duo),
- wymiary (szerokość x wysokość x głębokość): 128,1 x 97,1 x 83,5 (mm)